# Fritz Berend (Dirigent)
Fritz Berend (* 10. März 1889 in Hannover; † 29. Dezember 1955 in London) war ein deutscher, später englischer Dirigent, Theater- und Musikdirektor sowie Kapellmeister, Komponist und Musikwissenschaftler.

## Leben
Berend wurde in eine jüdische Gelehrtenfamilie hineingeboren. Er war der Sohn des Rechtsanwalts und Notars und späteren Geheimen Justizrats Emil Berend (1846–1920) und dessen zweiter Ehefrau Leonore, geborene Cohen und wuchs in Hannover mit drei Halbgeschwistern auf, darunter der spätere Literaturwissenschaftler Eduard Berend (1883–1973). Sein Abitur legte er am dortigen Schillergymnasium ab, studierte ab 1907 anfangs zwei Semester Jura, wechselte dann aber nach München an die Ludwig-Maximilians-Universität, wo er Musikwissenschaft, Philosophie und Kunstgeschichte studierte unter anderem bei Heinrich Wölfflin, Theodor Lipps und Theodor Kroyer. Unter Adolf Sandberger promovierte Berend in München 1913 über den Barock-Komponisten und unter dem Titel Nicolaus Adam Strungk 1640-1700. Sein Leben und seine Werke mit Beiträgen zur Geschichte der Musik und des Theaters in Celle, Hannover, Leipzig.
Unterdessen war Berend bereits in Hannover in der Musik praktisch unterrichtet worden bei Emil Blume am Violoncello und Heinrich Lutter am Klavier, und hatte an der Münchener Akademie für Tonkunst weiteren praktischen Unterricht genommen bei August Schmid-Lindner, Friedrich Klose und Felix Mottl.
1913 wurde Berend Assistent von Bruno Walter an der Königlichen Oper in München. Im Folgejahr 1914 trat er in Freiburg im Breisgau seine erste Anstellung als Theaterkapellmeister an, die jedoch schon im Folgejahr durch den Kriegseinsatz im Ersten Weltkrieg unterbrochen wurde. Berend diente ab 1915 im 4. Badischen Feldartillerie Regiment Nr. 66, wurde Offizier und mit dem Eisernen Kreuz zweiter und erster Klasse sowie mit dem „Badischen Verdienstorden“ ausgezeichnet, bevor er 1918 wieder nach Freiburg zurückkehrte und bis 1920 wieder als Theaterkapellmeister arbeiten konnte.
1922 bis 1924 wurde Berend in Kaiserslautern als Kapellmeister an das Städtische Theater verpflichtet und leitete dort Opern, Symphoniekonzerte und Oratorienaufführungen. Doch noch 1924 wechselte er nach Hagen, wo er bis 1925 die Position des Oberspielleiters an der dortigen Oper einnahm.
Anfang 1926 übernahm Berend die Position des ersten Kapellmeisters am Stadttheater Osnabrück, 1931 auch die des Intendanten. Bedingt durch die Weltwirtschaftskrise wurde für die Spielzeit 1932/1933 einer Theaterkooperation mit der Stadt Münster durch „[…] die Stadtväter“ der zwei benachbarten Städte zugestimmt und Berend die Leitung beider städtischen Bühnen übertragen. Obwohl Berend „die Erwartungen seines verwöhnten Publikums“ vollumfänglich erfüllte, darunter mit einer Aufführung von Richard Wagners Walküre, setzte kurz nach der Machtergreifung durch die Nationalsozialisten die Willkür gegen Berend ein: In seinem Urlaub erfuhr er aus dem Radio von seiner Absetzung als Kapellmeister in Osnabrück zugunsten eines den Osnabrücker Nationalsozialisten parteipolitisch genehmen Nachfolgers. Die Absetzung war eigenmächtig und ohne Rechtsgrundlage durchgesetzt worden. Da laut Berends Vertrag am 16. März 1933 jedoch eine Verlängerung um drei Spielzeiten für den Standort Münster vereinbart war, hatte das Vorgehen gegen Berend zunächst keine Auswirkungen in Münster. Unterdessen verbreitete das Partei-Organ National-Zeitung jedoch hämische Anspielungen auf Berends Herkunft als sogenannter „Halbjude“: Mit seiner Kündigung eines jüdischen Schauspielers habe er nur von der Herkunft seiner eigenen Person ablenken wollen. Nur wenige Wochen später denunzierte Karl-Eugen Heinrich den Theaterintendanten am 10. Juni 1933 bei Joseph Goebbels, Berend sei „[…] nach den parteiamtlichen Bestimmungen als Jude anzusprechen“. Am 2. Juli 1933 wurde Berends Abstammung überprüft, im Anschluss auf der Karteikarte der Reichstheaterkammer „Volljude (?)“ vermerkt.
Zwar konnte Berend zunächst noch als erster Kapellmeister in Münster wirken, wurde jedoch, nachdem er durch den Münsterischen Anzeiger vom 25. Juli 1933 noch Worte des Dankes „[…] nicht nur [für] die künstlerischen, sondern auch die menschlichen Qualitäten des aufrechten Frontoffiziers“ erhalten hatte, am 28. Juli 1933 auch in Münster als Intendant entlassen und durch Otto Liebscher ersetzt. Dessen Nachfolger Willi Hanke setzte in einer persönlichen Unterredung mit Goebbels eine Weiterbeschäftigung von Berend durch mit dem Hinweis, er müsse das Münster Theater anderenfalls schließen. Das Opernensemble zeigte sich begeistert. Doch am 6. September 1935 wurde Berend aus der Reichstheaterkammer ausgeschlossen, konnte aber dennoch bis zum Sommer 1936 in Münster tätig sein, bis durch den dezidierten Einspruch der Parteistellen die „Gleichschaltung“ des Theaters Berends endgültige Entlassung in Münster zur Folge hatte.
Im August 1936 zog Berend zu seiner Tante nach Berlin, wo er bis Februar 1938 in der Yorkstraße 10 wohnte. In dieser Zeit suchte er anfangs eine Stelle als Korrepetitor, trat dann aber der Jüdischen Künstlerhilfe bei, bei der er als Dirigent wirken konnte, kurz darauf zudem auch im Breslauer Kulturbund-Orchester. Ort seiner Arbeit in Berlin war das „Jüdische Künstlertheater“.
Dann jedoch erhielt er durch eine Mittelsperson die Warnung der in Münster lebenden nichtjüdischen Schauspielerin Ilsabe (Ilse Annemarie) Dieck, die Gestapo zöge Erkundigungen über das beiderseitige Verhältnis ein. Berend verließ Berlin sofort in Richtung Südtirol, wo sein Vetter, der zuvor als Arzt ebenfalls in Berlin gearbeitet hatte, ein Landgut in Chiusa erworben hatte. Später zog er nach Florenz und übte dort – trotz des Arbeitsverbots – zur Existenzsicherung verschiedene Tätigkeiten aus. So erteilte er Musikunterricht für Kinder deutscher Emigranten am Landschulheim Florenz, verdingte sich als Korrepetitor oder Pianist in Konzerten, hielt im Britischen Institut gelegentlich auch Vorträge über Musik. Wegen des Übertritts des Arbeitsverbotes fürchtete er die sogenannte „Sippenhaft“ für seine im Deutschen Reich verbliebenen Geschwister, vor allem, nach dem sein Bruder Eduard dort verhaftet worden war. Unterdessen war Ilsabe Dieck immer wieder in die Niederlande gefahren, um Berend über fingierte Adressen regelmäßig Devisen zukommen zu lassen. Später erlitt seine Verlobte einen Nervenzusammenbruch erlitten und folgte Fritz Berend dann nach Florenz.
Nachdem Benito Mussolini im Herbst 1938 ähnlich wie zuvor Adolf Hitler ebenfalls „Rassengesetze“ erlassen hatte und Berend nun auch in Italien Verfolgung und Ausweisung drohte, verließ der Künstler nach der erzwungenen Zahlung der „Reichsfluchtsteuer“ in Höhe von 1.917 Reichsmark – für die er seinen Konzertflügel verkaufen musste – mittels eines Visums Italien und erreichte am 18. März 1939 England.
Etwa ein halbes Jahr später folgte ihm „[…] auf Haushaltspermit“ Ilsabe Dieck, die Berend im Jahr 1940 heiratete. Doch auch in England führten die beiden – ohne Arbeitserlaubnis – nur ein erdrückendes Emigrantenleben.
Als dann auch noch der Zweite Weltkrieg begann, konnten das Ehepaar nun auch nicht mehr – wie gewünscht – in die USA ausreisen. So war das Paar zunächst auf Unterstützung etwa von englischen Künstlern angewiesen oder der Anglikanischen Kirche. Zudem gründete Fritz Berend zwei Orchester mit Emigranten, dirigierte mit diesen Konzert und Opern, jedoch nur für wohltätige Zwecke, etwa zugunsten des Roten Kreuzes. Daneben hielt er Vorträge, organisierte Konzerte und Opernaufführungen in der Stadt Hampstead und der englischen Provinz. Ein größeres Publikum fand Fritz Berend einmal, als die Landesgruppe deutscher Gewerkschafter in Gross-Britannien mitten im Krieg am 9. November 1943 den 25. Jahrestag der Novemberrevolution feierte: Auf der stark besuchten Veranstaltung mit Vorträgen, Musikeinlagen und Rezitationen von Ferdinand Freiligrath und Bertolt Brecht konnte Berend dem Publikum eine Sonate von Ludwig van Beethoven darbieten und dessen Sieges-Symphonie aus Egmont.
Zwischen 1944 und bis in die Nachkriegszeit 1951 fand Berend als Dirigent vor allem in London während der Matinees der National Gallery of Art eine große Öffentlichkeit, führte unter anderem Kantaten von Johann Sebastian Bach auf. Unterdessen hatte Fritz Berend schon 1945 Nachricht erhalten, dass seine Mutter und seine Halbgeschwister Opfer des Holocausts geworden waren.
Obwohl Fritz Berend 1948 endlich die britische Staatsangehörigkeit erlangt hatte, fand er nie wieder eine feste Anstellung. Zwar wirkte er von 1951 bis 1953 an der Carl Rosa Opera Company, jedoch nur als Gastdirigent. Zuletzt arbeitete ab 1953, nur noch beschränkt arbeitsfähig, an der Welsh National Opera Company Ltd. in Cardiff noch einmal als Musikdirektor, wurde jedoch Ende 1954 aufgrund von Arbeitsunfähigkeit entlassen. 1955 wurde Berends vollständige Erwerbsunfähigkeit festgestellt.
Nachdem im Zuge des deutschen Wirtschaftswunders ein neues Stadttheater in Berends ehemaliger Wirkungsstätte Münster fertiggestellt worden war, wurde Berend 1956 als Dirigent zur Aufführung der ersten Oper eingeladen. Doch die Einladung erreichte den Künstler nicht mehr: Nachdem zusätzlich zu seinem bereits 1933 festgestellten Nierenleiden eine Herzschwäche hinzukam, erlag er dem Leiden am Ende Dezember 1956 im Alter von 66 Jahren.
Ein zuvor von Fritz Berend gestellter Antrag auf Entschädigung wurde in Berlin nicht mehr rechtzeitig vor seinem Ableben bearbeitet.